# 斯塔維謝 (杜納伊夫齊區)

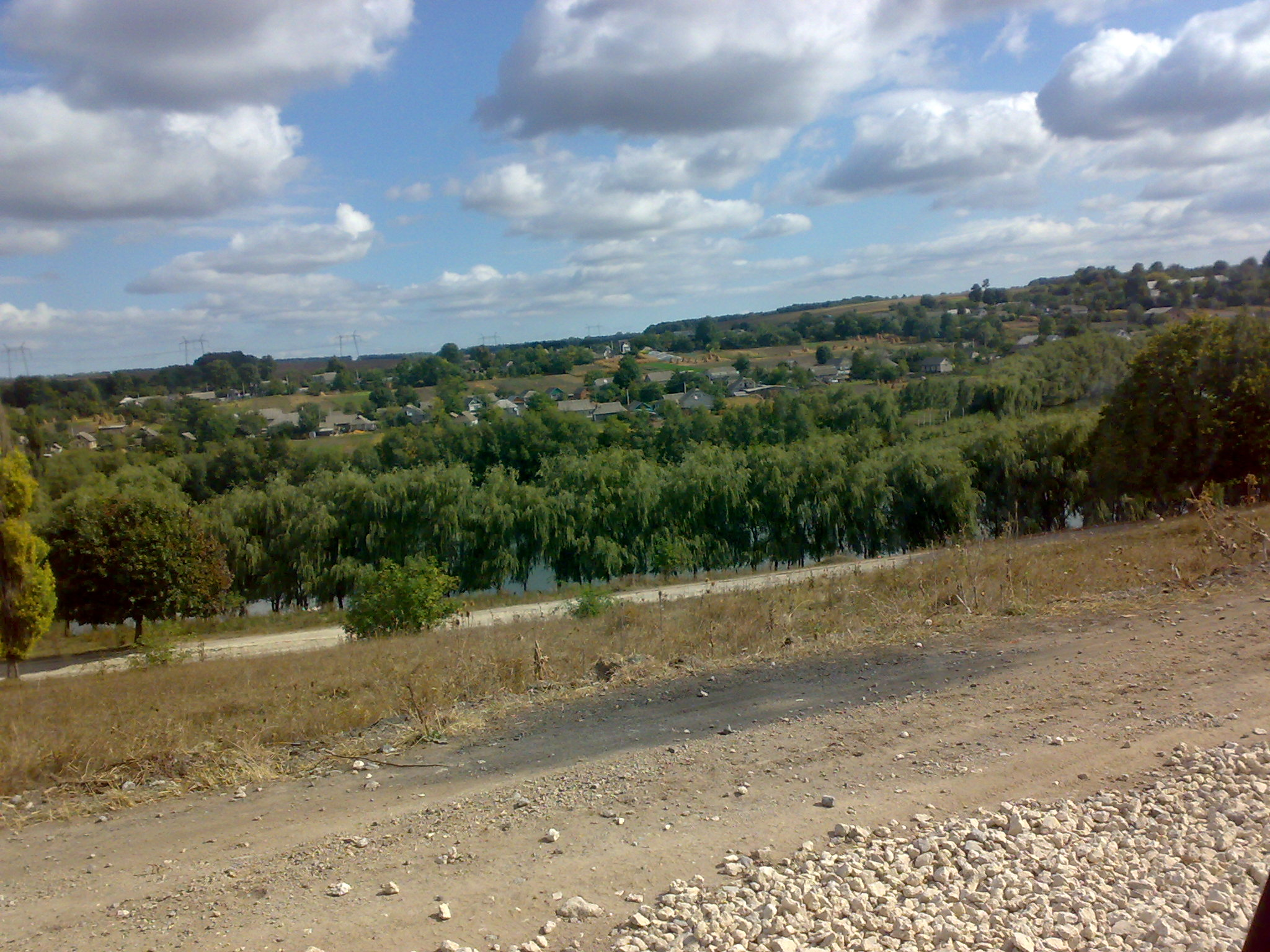

斯塔維謝（烏克蘭語：Ставище）是位於烏克蘭西部赫梅利尼茨基州裏卡緬涅茨-波多利斯基區的村莊，面積2.75平方公里，海拔高度273米，2001年人口659，人口密度每平方公里240人。
48°58′57″N 26°54′14″E / 48.98250°N 26.90389°E